# Schalunen

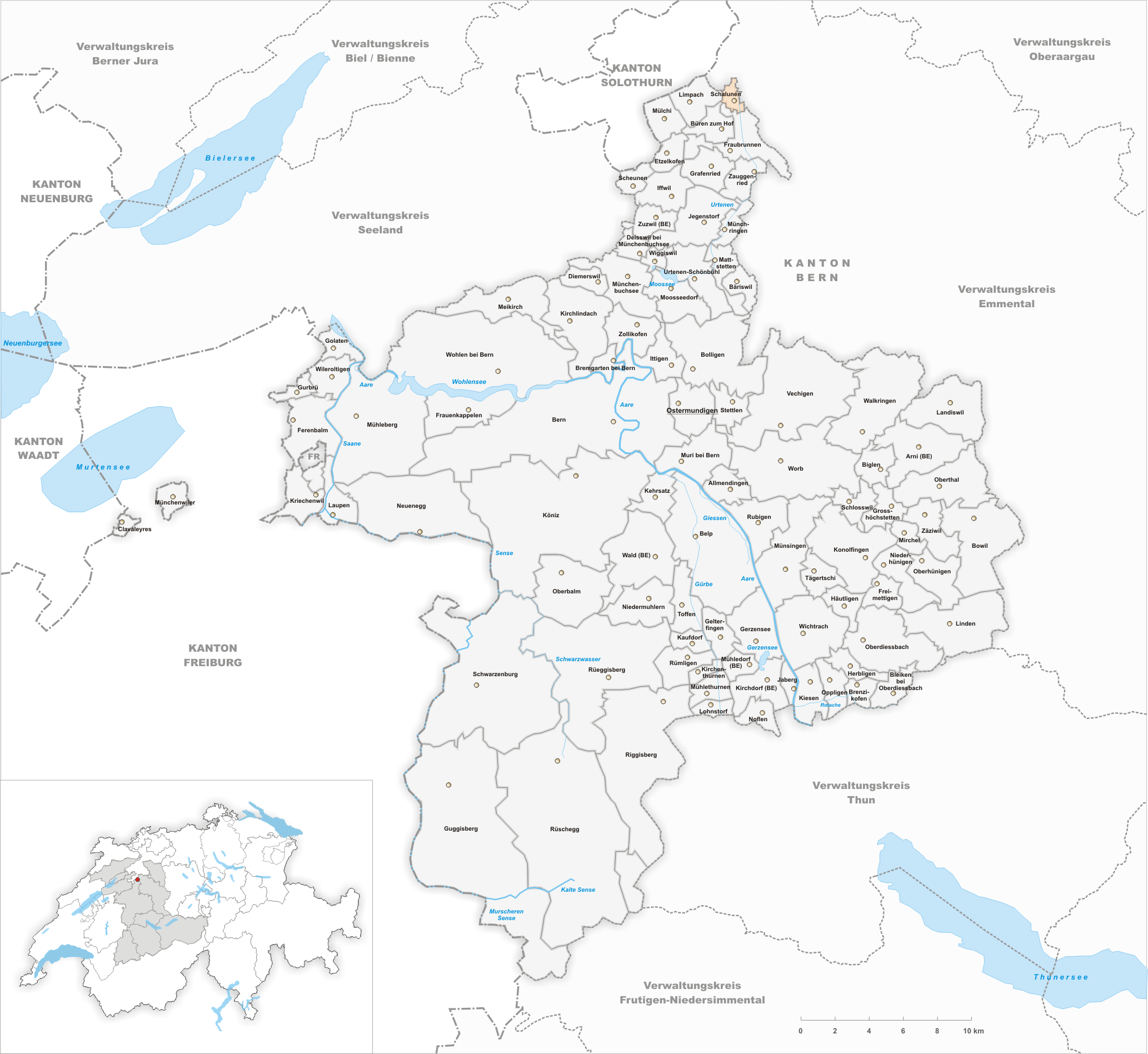
Gemeindestand vor der Fusion am 1. Januar 2014

Schalunen ist ein Ort in der politischen Gemeinde Fraubrunnen im Verwaltungskreis Bern-Mittelland des Kantons Bern in der Schweiz. Bis zum 31. Dezember 2013 war Schalunen eine eigene politische Gemeinde. Am 1. Januar 2014 fusionierte diese mit den Gemeinden Büren zum Hof, Etzelkofen, Fraubrunnen, Grafenried, Limpach, Mülchi und Zauggenried zur neuen Gemeinde Fraubrunnen.

## Geographie
Schalunen liegt auf 500 m ü. M., zehn Kilometer nordwestlich der Stadt Burgdorf und 11 km südlich von Solothurn (Luftlinie). Das Dorf erstreckt sich auf einer Geländeterrasse im äussersten Nordosten des Rapperswiler Plateaus, am Rand der Schwemmebene der Emme, im Schweizer Mittelland.
Die Fläche des 1,4 km² grossen Gebiets der ehemaligen Gemeinde umfasst einen Abschnitt des zentralen Berner Mittellandes. Der zentrale Teil wird von der Anhöhe von Schalunen eingenommen, einem von Süden nach Norden verlaufenden Höhenrücken am Westrand der Emmeebene. Auf der Höhe bei Bischof wird mit 510 m ü. M. der höchste Punkt von Schalunen erreicht. Auf seiner Westseite ist dieser Rücken überwiegend bewaldet (Hofwald, Hüserwald und Zwingliswald) und wird vom Tälchen des Chrümmlisbachs (Zufluss des Limpachs) begrenzt. Nach Osten erstreckt sich Schalunen in die breite Schwemmebene, die hier von der Urtenen durchflossen wird, reicht aber nicht ganz bis an die Emme. Von der Gemeindefläche entfielen 1997 11 % auf Siedlungen, 31 % auf Wald und Gehölze und 58 % auf Landwirtschaft.
Zu Schalunen gehören ein neues Wohnquartier bei Holzhüser sowie einige Einzelhöfe in der Emmeebene. Nachbargemeinden bzw. ‑orte von Schalunen sind Bätterkinden, Fraubrunnen (Ortsteil), Büren zum Hof und Limpach.

## Bevölkerung
Mit 410 Einwohnern (Stand 31. Dezember 2012) gehörte Schalunen zu den kleinen Gemeinden des Kantons Bern. Von den Bewohnern waren im Jahr 2000 95,1 % deutschsprachig, 0,6 % französischsprachig, und 0,6 % sprachen Italienisch. Die Bevölkerungszahl von Schalunen belief sich 1850 auf 135 Einwohner, 1900 auf 121 Einwohner. Im Verlauf des 20. Jahrhunderts pendelte sie stets im Bereich zwischen 120 und 190 Personen. Seit 1970 (138 Einwohner) wurde eine rasche Bevölkerungszunahme, verbunden mit fast einer Verdreifachung der Einwohnerzahl innerhalb von 30 Jahren, verzeichnet.
| Bevölkerungsentwicklung der Gemeinde Schalunen | Bevölkerungsentwicklung der Gemeinde Schalunen | Bevölkerungsentwicklung der Gemeinde Schalunen | Bevölkerungsentwicklung der Gemeinde Schalunen | Bevölkerungsentwicklung der Gemeinde Schalunen | Bevölkerungsentwicklung der Gemeinde Schalunen | Bevölkerungsentwicklung der Gemeinde Schalunen | Bevölkerungsentwicklung der Gemeinde Schalunen | Bevölkerungsentwicklung der Gemeinde Schalunen | Bevölkerungsentwicklung der Gemeinde Schalunen | Bevölkerungsentwicklung der Gemeinde Schalunen |
| ---------------------------------------------- | ---------------------------------------------- | ---------------------------------------------- | ---------------------------------------------- | ---------------------------------------------- | ---------------------------------------------- | ---------------------------------------------- | ---------------------------------------------- | ---------------------------------------------- | ---------------------------------------------- | ---------------------------------------------- |
| Jahr                                           | 1850                                           | 1880                                           | 1900                                           | 1930                                           | 1950                                           | 1980                                           | 1990                                           | 2000                                           | 2012                                           |                                                |
| Einwohner                                      | 135                                            | 131                                            | 121                                            | 163                                            | 193                                            | 255                                            | 344                                            | 350                                            | 410                                            |                                                |

## Politik
Die Stimmenanteile der Parteien anlässlich der Nationalratswahlen 2011 betrugen: SVP 42,2 %, BDP 20,7 %, SP 14,3 %, GPS 7,0 %, FDP 5,7 %, glp 4,6 %, EVP 2,1 %, CVP 1,6 %, EDU 0,2 %.

## Wirtschaft
Schalunen war bis in die zweite Hälfte des 20. Jahrhunderts ein vorwiegend durch die Landwirtschaft geprägtes Dorf. Noch heute haben der Ackerbau, der Obstbau sowie die Viehzucht einen wichtigen Stellenwert in der Erwerbsstruktur der Bevölkerung. Weitere Arbeitsplätze sind im lokalen Kleingewerbe und im Dienstleistungssektor vorhanden, unter anderem in einer mechanischen Werkstatt und in einem Betrieb des Gartenbaus. In den letzten Jahrzehnten hat sich das Dorf zu einer Wohngemeinde entwickelt. Viele Erwerbstätige sind deshalb Wegpendler, die hauptsächlich in den grösseren Ortschaften der Umgebung sowie in der Agglomeration Bern und im Raum Solothurn arbeiten.

## Verkehr

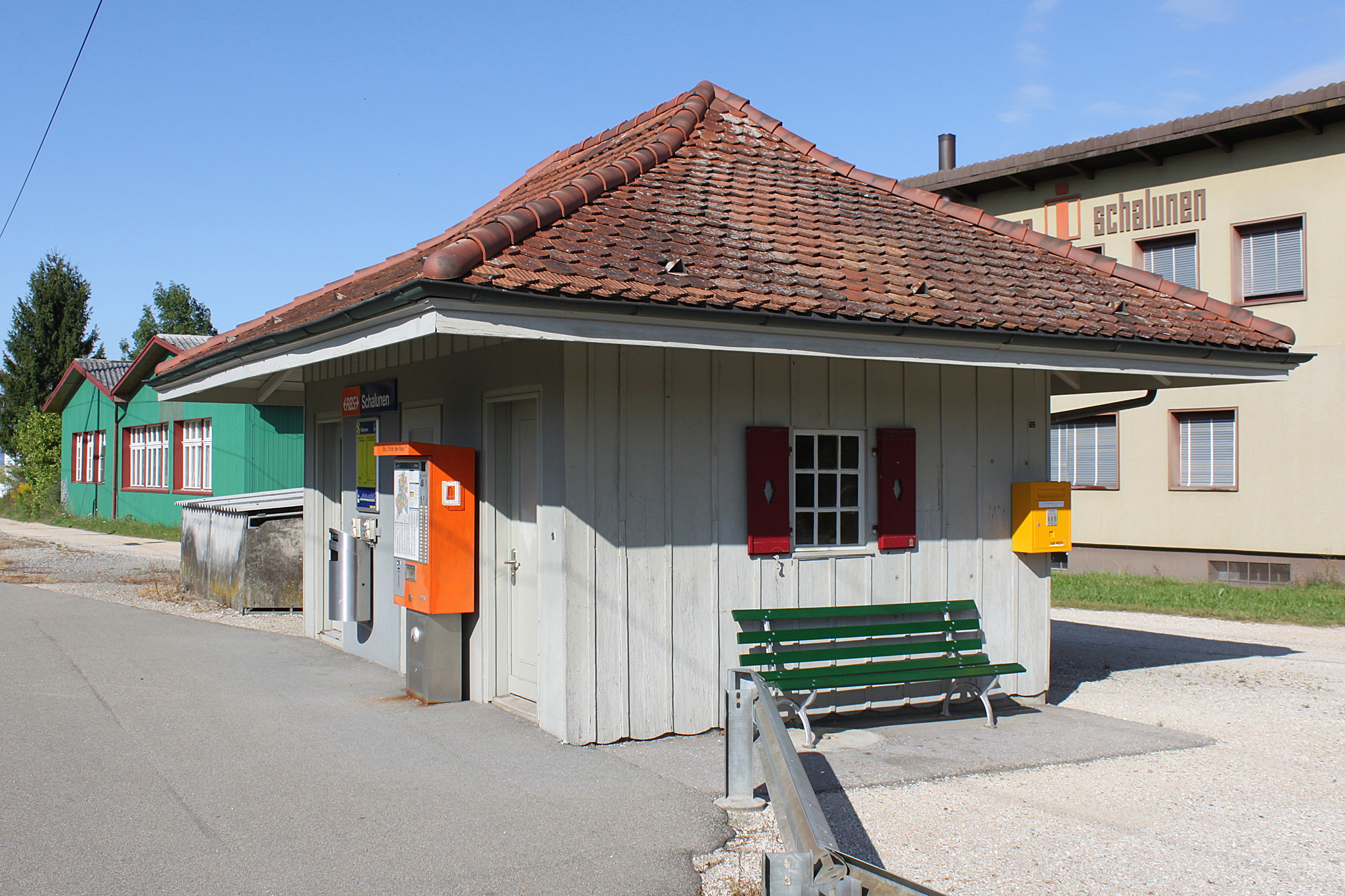
Bahnhof Schalunen

Schalunen ist verkehrsmässig recht gut erschlossen. Der Ort liegt an der alten Hauptstrasse von Bern nach Solothurn. Der nächste Anschluss an die Autobahn A1 (Bern–Zürich) befindet sich rund 8 km vom Ortskern entfernt. Am 10. April 1916 wurde der Abschnitt Zollikofen–Solothurn, der heute vom Nahverkehrsunternehmen Regionalverkehr Bern–Solothurn betrieben wird, mit einem Bahnhof in Schalunen in Betrieb genommen.

## Geschichte
Auf dem Gemeindegebiet von Schalunen wurde 1864 beim Pflügen eines Ackers ein Goldarmband aus der Latènezeit gefunden. Die erste urkundliche Erwähnung des Ortes erfolgte 1249 unter dem Namen Chaluna. Später erschienen die Bezeichnungen Schalune (1321), Schalunen (1361) und Tschalunen (1420). Die Etymologie des Ortsnamens liegt im Dunkeln.
Ab 1406 stand Schalunen unter Berner Herrschaft. Quer durch das heutige Gebiet des Ortes verlief danach eine Grenze: Der südliche Teil des Dorfes gehörte zum Zisterzienserinnenkloster Fraubrunnen und nach dessen Säkularisation im Jahr 1528 zur Landvogtei Fraubrunnen im Landgericht Zollikofen. Demgegenüber unterstand der nördliche Teil dem Gericht Bätterkinden in der Landvogtei Landshut. Nach dem Zusammenbruch des Ancien Régime (1798) gehörten beide Teile Schalunens während der Helvetik zum Distrikt Zollikofen und ab 1803 zum Oberamt Fraubrunnen, das mit der neuen Kantonsverfassung von 1831 den Status eines Amtsbezirks erhielt. Schalunen besitzt keine eigene Kirche, es gehört zur Pfarrei Limpach (reformiert) und zur Pfarrei Utzenstorf (katholisch).